# All Jammu and Kashmir Muslim Conference
All Jammu and Kashmir Muslim Conference és un partit polític d'Azad Kashmir.
Fou fundada per Sheikh Mohammad Abdullah (conegut per Shaikh Abdullah) el 1932, i va obtenir del maharajà una assemblea legislativa. El 1939 Abdullah va fundar la Conferència Nacional de Jammu i Caixmir.
La Jammu and Kashmir Muslim Conference es va declarar per la unió a Pakistan el 1947 i va formar part del grup de poder a Azad Kashmir.
El primer ministre d'Azad Kashmir Sardar Attique Ahmed Khan (Sardar Abdul Qayyum Khan) fou elegit president el 2002 i reelegit el 2005.